# San Miguel kommun, Chile
San Miguel är en kommun i Chile.   Den ligger i provinsen Provincia de Santiago och regionen Región Metropolitana de Santiago, i den södra delen av landet. Huvudstaden Santiago de Chile ligger i San Miguel. Antalet invånare är 78 872. Arean är 9,5 kvadratkilometer.
Terrängen i San Miguel är platt.
Runt San Miguel är det i huvudsak tätbebyggt. Runt San Miguel är det ganska glesbefolkat, med 40 invånare per kvadratkilometer.